# Shahin Imranov
Shahin Imranov (em azeri: Şahin İmranov, Sumqayit, 23 de setembro de 1980) é um boxista azeri que representou seu país em duas edições de Jogos Olímpicos.
Em sua primeira participação, em Atenas 2004, Imranov perdeu logo na segunda luta para o Russo Aleksei Tishchenko, ficando sem medalhas. Nos Jogos Olímpicos de Verão de 2008, realizados em Pequim, na República Popular da China, conseguiu a medalha de bronze após perder nas semifinais para o francês Khedafi Djelkhir.